# The Rifleman
The Rifleman  è una serie televisiva western statunitense in 168 episodi trasmessi per la prima volta nel corso di 5 stagioni dal 1958 al 1963.
Interpretato da Chuck Connors e Johnny Crawford, è una delle primissime serie televisive ad incentrarsi sulla relazione tra padre (vedovo) e figlio, secondo un modello più volte ripetuto con successo.

## Trama
Lucas McCain, veterano della Guerra Civile Americana e vedovo dopo la morte della moglie, decide di andare vivere, insieme con il figlio Mark, che ha promesso alla moglie di proteggere e tenere al sicuro, alla periferia di North Fork, città fittizia nello stato americano del Nuovo Messico.

## Personaggi
- Lucas McCain (168 episodi, 1958-1963), interpretato da	Chuck Connors
- Mark McCain (168 episodi, 1958-1963), interpretato da	Johnny Crawford
- Marshal Micah Torrance (150 episodi, 1958-1963), interpretato da	Paul Fix
- Sweeney (38 episodi, 1958-1963), interpretato da	Bill Quinn
- Lou Mallory (22 episodi, 1962-1963), interpretato da	Patricia Blair
- Nils Swenson (21 episodi, 1960-1963), interpretato da	Joe Higgins
- John Hamilton (18 episodi, 1958-1962), interpretato da	Harlan Warde
- Milly Scott (18 episodi, 1960-1962), interpretato da	Joan Taylor
- Hattie Denton (16 episodi, 1958-1960), interpretata da	Hope Summers
- Eddie Halstead, hotel clerk (13 episodi, 1958-1962), interpretato da	John Harmon
- Doc Burrage (12 episodi, 1960-1963), interpretato da	Ralph Moody
- Bro Hadley (11 episodi, 1959-1962), interpretato da	John Milford

## Produzione
La serie fu prodotta dalla Four Star e da Sussex Productions e girata a Calabasas, Thousand Oaks, Agoura e Los Angeles in California.
Tra i registi della serie sono accreditati Joseph H. Lewis (51 episodi, 1958-1963), Arnold Laven (21 episodi, 1958-1963), Arthur H. Nadel (10 episodi, 1962-1963) e Gene Nelson (8 episodi, 1961-1962).
La serie fu creata e sviluppata inizialmente da un giovane Sam Peckinpah, che sarebbe poi divenuto un noto regista di classici western. Peckinpah, che scrisse e diresse molti dei migliori episodi della prima stagione, sviluppò i personaggi adattandoli da situazioni reali e scenari di vita dalla sua infanzia, passata in un ranch.
L'episodio pilota, The Sharpshooter, era stato originariamente trasmesso come episodio della serie antologica della CBS I racconti del West, il 7 marzo 1958, e fu ripetuto, in forma leggermente modificata, come primo episodio di The Rifleman sulla ABC. Personaggi regolari della serie includono il marshal Micah Torrance (Paul Fix), Sweeney, l'uomo del saloon (Bill Quinn), e una mezza dozzina di altri abitanti di North Fork (tra cui quelli interpretati da Speranza Summers, Joan Taylor, Patricia Blair, John Harmon e Harlan Warde). Cinquantuno episodi della serie furono diretti da Joseph H. Lewis, il regista del film classico noir La sanguinaria (1950). Ida Lupino diresse un episodio, The Assault. Connors sceneggiò diversi episodi.
L'episodio del 17 febbraio 1959, generò lo spin-off della NBC Lo sceriffo indiano (Law of the Plainsman), interpretato da Michael Ansara nel ruolo del marshal Sam Buckhart.

## Episodi
| Stagione         | Episodi | Prima TV originale |
| ---------------- | ------- | ------------------ |
| Prima stagione   | 40      | 1958-1959          |
| Seconda stagione | 36      | 1959-1960          |
| Terza stagione   | 34      | 1960-1961          |
| Quarta stagione  | 32      | 1961-1962          |
| Quinta stagione  | 26      | 1962-1963          |